# Temporada de tennis 2023
Selecció dels principals esdeveniments tennístics de l'any 2023 en categoria masculina, femenina i per equips.

## Federació Internacional de Tennis

### Grand Slams
Open d'Austràlia
| Categoria          | Campions/es                           | Finalistes                 | Resultat            |
| ------------------ | ------------------------------------- | -------------------------- | ------------------- |
| Individual masculí | Novak Đoković                         | Stéfanos Tsitsipàs         | 6−3, 7−6(4), 7−6(5) |
| Individual femení  | Arina Sabalenka                       | Ielena Ribàkina            | 4−6, 6−3, 6−4       |
| Dobles masculins   | Rinky Hijikata Jason Kubler           | Hugo Nys Jan Zieliński     | 6−4, 7−6(4)         |
| Dobles femenins    | Barbora Krejčíková Kateřina Siniaková | Shuko Aoyama Ena Shibahara | 6−4, 6−3            |
| Dobles mixts       | Luisa Stefani Rafael Matos            | Sania Mirza Rohan Bopanna  | 7−6(2), 6−2         |

Roland Garros
| Categoria          | Campions/es                | Finalistes                       | Resultat         |
| ------------------ | -------------------------- | -------------------------------- | ---------------- |
| Individual masculí | Novak Đoković              | Casper Ruud                      | 7−6(1), 6−3, 7−5 |
| Individual femení  | Iga Świątek                | Karolína Muchová                 | 6−2, 5−7, 6−4    |
| Dobles masculins   | Ivan Dodig Austin Krajicek | Sander Gillé Joran Vliegen       | 6−3, 6−1         |
| Dobles femenins    | Hsieh Su-wei Wang Xinyu    | Leylah Fernandez Taylor Townsend | 1−6, 7−6(5), 6−1 |
| Dobles mixts       | Miyu Kato Tim Pütz         | Bianca Andreescu Michael Venus   | 4−6, 6−4, [10−6] |

Wimbledon
| Categoria          | Campions/es                   | Finalistes                         | Resultat                   |
| ------------------ | ----------------------------- | ---------------------------------- | -------------------------- |
| Individual masculí | Carlos Alcaraz                | Novak Đoković                      | 1−6, 7−6(6), 6−1, 3−6, 6−4 |
| Individual femení  | Markéta Vondrousová           | Ons Jabeur                         | 6−4, 6−4                   |
| Dobles masculins   | Wesley Koolhof Neal Skupski   | Marcel Granollers Horacio Zeballos | 6−4, 6−4                   |
| Dobles femenins    | Hsieh Su-wei Barbora Strýcová | Storm Hunter Elise Mertens         | 7−5, 6−4                   |
| Dobles mixts       | Liudmila Kitxenok Mate Pavić  | Xu Yifan Joran Vliegen             | 6−4, 6−7(9), 6−3           |

US Open
| Categoria          | Campions/es                       | Finalistes                        | Resultat         |
| ------------------ | --------------------------------- | --------------------------------- | ---------------- |
| Individual masculí | Novak Đoković                     | Daniïl Medvédev                   | 6−3, 7−6(5), 6−3 |
| Individual femení  | Coco Gauff                        | Arina Sabalenka                   | 2−6, 6−3, 6−2    |
| Dobles masculins   | Rajeev Ram Joe Salisbury          | Rohan Bopanna Matthew Ebden       | 2−6, 6−3, 6−4    |
| Dobles femenins    | Gabriela Dabrowski Erin Routliffe | Laura Siegemund · Vera Zvonariova | 7−6(9), 6−3      |
| Dobles mixts       | Anna Danilina Harri Heliövaara    | Jessica Pegula Austin Krajicek    | 6−3, 6−4         |

### Davis Cup

#### Fase de grups
| Grup | Primer        | Primer | Primer | Primer | Segon     | Segon | Segon | Segon | Tercer       | Tercer | Tercer | Tercer | Quart         | Quart | Quart | Quart |
| Grup | País          | E      | P      | S      | País      | E     | P     | S     | País         | E      | P      | S      | País          | E     | P     | S     |
| ---- | ------------- | ------ | ------ | ------ | --------- | ----- | ----- | ----- | ------------ | ------ | ------ | ------ | ------------- | ----- | ----- | ----- |
| A    | Canadà        | 3−0    | 8−1    | 16−6   | Itàlia    | 2−1   | 5−4   | 13−10 | Xile         | 1−2    | 4−5    | 11−11  | Suècia        | 0−3   | 1−8   | 3−18  |
| B    | Regne Unit    | 3−0    | 6−3    | 13−11  | Austràlia | 2−1   | 6−3   | 20−6  | França       | 1−2    | 5−4    | 12−10  | Suïssa        | 0−3   | 1−8   | 4−22  |
| C    | Txèquia       | 3−0    | 9−0    | 18−4   | Sèrbia    | 2−0   | 6−3   | 13−8  | Espanya      | 1−2    | 2−7    | 6−14   | Corea del Sud | 0−3   | 1−8   | 6−17  |
| D    | Països Baixos | 2−1    | 5−4    | 13−11  | Finlàndia | 2−1   | 6−3   | 13−9  | Estats Units | 1−2    | 3−6    | 10−14  | Croàcia       | 1−2   | 4−5   | 11−12 |

#### Quadre
|  | Quarts de final | Quarts de final | Quarts de final |                |           | Semifinals | Semifinals     | Semifinals |  |   | Final     | Final | Final |
|  |                 |                 |                 |                |           |            |                |            |  |   |           |       |       |
|  | 21 de novembre  |                 |                 |                |           |            |                |            |  |   |           |       |       |
|  | 1               | Canadà          | 1               |                |           |            |                |            |  |   |           |       |       |
|  | 1               | Canadà          | 1               | 24 de novembre |           |            |                |            |  |   |           |       |       |
|  |                 | Finlàndia       | 2               |                |           |            |                |            |  |   |           |       |       |
|  |                 | Finlàndia       | 2               |                | Finlàndia | 0          |                |            |  |   |           |       |       |
|  | 22 de novembre  |                 |                 |                | Finlàndia | 0          |                |            |  |   |           |       |       |
|  |                 | 2               | Austràlia       | 2              |           |            |                |            |  |   |           |       |       |
|  |                 | 2               | Austràlia       | 2              | Txèquia   | 1          |                |            |  |   |           |       |       |
|  |                 |                 |                 |                | Txèquia   | 1          | 26 de novembre |            |  |   |           |       |       |
|  | 2               | Austràlia       | 2               |                |           |            |                |            |  |   |           |       |       |
|  | 2               | Austràlia       | 2               |                |           |            |                |            |  | 2 | Austràlia | 0     |       |
|  | 23 de novembre  |                 |                 |                |           |            |                |            |  | 2 | Austràlia | 0     |       |
|  |                 |                 | Itàlia          | 2              |           |            |                |            |  |   |           |       |       |
|  |                 | Itàlia          | Itàlia          | 2              | 2         |            |                |            |  |   |           |       |       |
|  |                 | Itàlia          | 25 de novembre  |                | 2         |            |                |            |  |   |           |       |       |
|  |                 | Països Baixos   | 1               |                |           |            |                |            |  |   |           |       |       |
|  |                 | Països Baixos   | 1               |                | Itàlia    | 2          |                |            |  |   |           |       |       |
|  | 23 de novembre  |                 |                 |                | Itàlia    | 2          |                |            |  |   |           |       |       |
|  |                 |                 | Sèrbia          | 1              |           |            |                |            |  |   |           |       |       |
|  |                 | Sèrbia          | Sèrbia          | 1              | 2         |            |                |            |  |   |           |       |       |
|  |                 | Sèrbia          |                 |                | 2         |            |                |            |  |   |           |       |       |
|  |                 | Regne Unit      | 0               |                |           |            |                |            |  |   |           |       |       |

#### Final
| · Austràlia · 0 | Martín Carpena, Màlaga, Espanya 26 de novembre de 2023 Dura interior | Martín Carpena, Màlaga, Espanya 26 de novembre de 2023 Dura interior | · Itàlia · 2 |     |     |             |
| \| \| \| \| 1 \| 2 \| 3 \| \| \| - \| ------------------ \| ----------------------------------------------------------- \| --- \| --- \| --- \| ----------- \| \| 1 \| Austràlia · Itàlia \| Alexei Popyrin Matteo Arnaldi \| 5 7 \| 6 2 \| 4 6 \| \| \| 2 \| Austràlia · Itàlia \| Alex de Minaur Jannik Sinner \| 3 6 \| 0 6 \| \| \| \| 3 \| Austràlia · Itàlia \| Matthew Ebden / Max Purcell Simone Bolelli / Lorenzo Sonego \| \| \| \| no disputat \| |                                                                      |                                                                      |              |     |     |             |
| |                                                                      |                                                                      | 1            | 2   | 3   |             |
| 1 | Austràlia · Itàlia                                                   | Alexei Popyrin Matteo Arnaldi                                        | 5 7          | 6 2 | 4 6 |             |
| 2 | Austràlia · Itàlia                                                   | Alex de Minaur Jannik Sinner                                         | 3 6          | 0 6 |     |             |
| 3 | Austràlia · Itàlia                                                   | Matthew Ebden / Max Purcell Simone Bolelli / Lorenzo Sonego          |              |     |     | no disputat |

| Davis Cup 2023       |
| -------------------- |
| Itàlia · Segon títol |

### Billie Jean King Cup

#### Fase de grups
| Grup | Primer    | Primer | Primer | Primer | Segon        | Segon | Segon | Segon | Tercer    | Tercer | Tercer | Tercer |
| Grup | País      | E      | P      | S      | País         | E     | P     | S     | País      | E      | P      | S      |
| ---- | --------- | ------ | ------ | ------ | ------------ | ----- | ----- | ----- | --------- | ------ | ------ | ------ |
| A    | Txèquia   | 2−0    | 5−1    | 10−3   | Estats Units | 1−1   | 4−2   | 8−5   | Suïssa    | 0−2    | 0−6    | 2−12   |
| B    | Eslovènia | 1−1    | 3−3    | 9−6    | Kazakhstan   | 1−1   | 3−3   | 7−8   | Austràlia | 1−1    | 3−3    | 6−8    |
| C    | Canadà    | 2−0    | 6−0    | 12−1   | Espanya      | 1−1   | 2−4   | 5−9   | Polònia   | 0−2    | 1−5    | 4−11   |
| D    | Itàlia    | 2−0    | 5−1    | 11−5   | França       | 1−1   | 4−2   | 10−6  | Alemanya  | 0−2    | 0−6    | 2−12   |

#### Quadre
|  | Semifinals 11 de novembre | Semifinals 11 de novembre | Semifinals 11 de novembre |   |        | Final 12 de novembre | Final 12 de novembre | Final 12 de novembre |  |  |  |
|  |                           |                           |                           |   |        |                      |                      |                      |  |  |  |
|  |                           |                           |                           |   |        |                      |                      |                      |  |  |  |
|  |                           | Txèquia                   | 1                         |   |        |                      |                      |                      |  |  |  |
|  |                           | Txèquia                   | 1                         |   |        |                      |                      |                      |  |  |  |
|  |                           | Canadà                    | 2                         |   |        |                      |                      |                      |  |  |  |
|  |                           | Canadà                    | 2                         |   | Canadà | 2                    |                      |                      |  |  |  |
|  |                           |                           |                           |   | Canadà | 2                    |                      |                      |  |  |  |
|  |                           |                           | Itàlia                    | 0 |        |                      |                      |                      |  |  |  |
|  |                           | Itàlia                    | Itàlia                    | 0 | 2      |                      |                      |                      |  |  |  |
|  |                           |                           |                           |   |        |                      |                      |                      |  |  |  |
|  |                           | Eslovènia                 | 0                         |   |        |                      |                      |                      |  |  |  |

#### Final
| · Canadà · 2 | Estadio de La Cartuja, Sevilla, Espanya 12 de novembre de 2023 Dura interior | Estadio de La Cartuja, Sevilla, Espanya 12 de novembre de 2023 Dura interior    | · Itàlia · 0 |     |   |             |
| \| \| \| \| 1 \| 2 \| 3 \| \| \| - \| --------------- \| ------------------------------------------------------------------------------- \| --- \| --- \| - \| ----------- \| \| 1 \| Canadà · Itàlia \| Marina Stakusic Martina Trevisan \| 7 5 \| 6 3 \| \| \| \| 2 \| Canadà · Itàlia \| Leylah Fernandez Jasmine Paolini \| 6 2 \| 6 3 \| \| \| \| 3 \| Canadà · Itàlia \| Gabriela Dabrowski / Leylah Fernandez Elisabetta Cocciaretto / Martina Trevisan \| \| \| \| no disputat \| |                                                                              |                                                                                 |              |     |   |             |
| |                                                                              |                                                                                 | 1            | 2   | 3 |             |
| 1 | Canadà · Itàlia                                                              | Marina Stakusic Martina Trevisan                                                | 7 5          | 6 3 |   |             |
| 2 | Canadà · Itàlia                                                              | Leylah Fernandez Jasmine Paolini                                                | 6 2          | 6 3 |   |             |
| 3 | Canadà · Itàlia                                                              | Gabriela Dabrowski / Leylah Fernandez Elisabetta Cocciaretto / Martina Trevisan |              |     |   | no disputat |

| Billie Jean King Cup 2023 |
| ------------------------- |
| Canadà · Primer títol     |

### United Cup

#### Fase de grups
| Grup | Primer       | Primer | Primer | Primer | Segon     | Segon | Segon | Segon | Tercer     | Tercer | Tercer | Tercer |
| Grup | País         | E      | P      | S      | País      | E     | P     | S     | País       | E      | P      | S      |
| ---- | ------------ | ------ | ------ | ------ | --------- | ----- | ----- | ----- | ---------- | ------ | ------ | ------ |
| A    | Grècia       | 2−0    | 8−2    | 17−7   | Bulgària  | 1−1   | 4−6   | 12−13 | Bèlgica    | 0−2    | 3−7    | 8−17   |
| B    | Polònia      | 2−0    | 7−3    | 14−8   | Suïssa    | 1−1   | 7−3   | 15−7  | Kazakhstan | 0−2    | 1−9    | 4−18   |
| C    | Estats Units | 2−0    | 9−1    | 18−4   | Txèquia   | 1−1   | 4−6   | 9−12  | Alemanya   | 0−2    | 2−8    | 5−16   |
| D    | Regne Unit   | 2−0    | 7−3    | 15−10  | Austràlia | 1−1   | 5−5   | 9−12  | Espanya    | 0−2    | 3−7    | 12−15  |
| E    | Itàlia       | 2−0    | 8−2    | 17−5   | Brasil    | 1−1   | 6−4   | 12−9  | Noruega    | 0−2    | 1−9    | 3−18   |
| F    | Croàcia      | 2−0    | 8−2    | 16−7   | França    | 1−1   | 7−3   | 15−6  | Argentina  | 0−2    | 0−10   | 2−20   |

#### Finals seu
| Ciutat   | Eliminatòria                | Marcador |
| -------- | --------------------------- | -------- |
| Perth    | Grècia vs. Croàcia          | 3 − 2    |
| Brisbane | Polònia vs. Itàlia          | 3 − 2    |
| Sydney   | Estats Units vs. Regne Unit | 4 − 1    |

Resultats equips perdedors en les finals de seu
| Pos. | País       | Punts | Partits | Sets  | % Sets | Jocs    | % Jocs |
| ---- | ---------- | ----- | ------- | ----- | ------ | ------- | ------ |
| 1    | Itàlia     | 2−1   | 10−5    | 21−12 | 64%    | 156−142 | 52%    |
| 2    | Croàcia    | 2−1   | 10−5    | 21−13 | 62%    | 175−156 | 53%    |
| 3    | Regne Unit | 2−1   | 8−7     | 19−19 | 50%    | 176−177 | 50%    |

#### Quadre
|  | Semifinals 6−7 de gener | Semifinals 6−7 de gener | Semifinals 6−7 de gener |   |        | Final 8 de gener | Final 8 de gener | Final 8 de gener |  |  |  |  |
|  |                         |                         |                         |   |        |                  |                  |                  |  |  |  |  |
|  |                         |                         |                         |   |        |                  |                  |                  |  |  |  |  |
|  | 2                       | Polònia                 | 0                       |   |        |                  |                  |                  |  |  |  |  |
|  | 2                       | Polònia                 | 0                       |   |        |                  |                  |                  |  |  |  |  |
|  | 3                       | Estats Units            | 5                       |   |        |                  |                  |                  |  |  |  |  |
|  | 3                       | Estats Units            | 5                       |   | 3      | Estats Units     | 4                |                  |  |  |  |  |
|  |                         |                         |                         |   | 3      | Estats Units     | 4                |                  |  |  |  |  |
|  |                         | 5                       | Itàlia                  | 0 |        |                  |                  |                  |  |  |  |  |
|  | 1                       | 5                       | Itàlia                  | 0 | Grècia | 1                |                  |                  |  |  |  |  |
|  | 1                       |                         |                         |   |        |                  |                  |                  |  |  |  |  |
|  | 5                       | Itàlia                  | 4                       |   |        |                  |                  |                  |  |  |  |  |

#### Final
| · Estats Units · 4 | Ken Rosewall Arena, Sydney, Austràlia 8 de gener de 2023 Dura interior | Ken Rosewall Arena, Sydney, Austràlia 8 de gener de 2023 Dura interior | · Itàlia · 0 |     |   |             |
| \| \| \| \| 1 \| 2 \| 3 \| \| \| - \| --------------------- \| ------------------------------------------------------------------ \| ---- \| --- \| - \| ----------- \| \| 1 \| Estats Units · Itàlia \| Jessica Pegula Martina Trevisan \| 6 4 \| 6 2 \| \| \| \| 2 \| Estats Units · Itàlia \| Frances Tiafoe Lorenzo Musetti \| 6 2 \| 0 \| \| retirada \| \| 3 \| Estats Units · Itàlia \| Taylor Fritz Matteo Berrettini \| 7 64 \| 7 6 \| \| \| \| 4 \| Estats Units · Itàlia \| Madison Keys Lucia Bronzetti \| 6 3 \| 6 2 \| \| \| \| 5 \| Estats Units · Itàlia \| Jessica Pegula / Taylor Fritz Martina Trevisan / Matteo Berrettini \| \| \| \| no disputat \| |                                                                        |                                                                        |              |     |   |             |
| |                                                                        |                                                                        | 1            | 2   | 3 |             |
| 1 | Estats Units · Itàlia                                                  | Jessica Pegula Martina Trevisan                                        | 6 4          | 6 2 |   |             |
| 2 | Estats Units · Itàlia                                                  | Frances Tiafoe Lorenzo Musetti                                         | 6 2          | 0   |   | retirada    |
| 3 | Estats Units · Itàlia                                                  | Taylor Fritz Matteo Berrettini                                         | 7 64         | 7 6 |   |             |
| 4 | Estats Units · Itàlia                                                  | Madison Keys Lucia Bronzetti                                           | 6 3          | 6 2 |   |             |
| 5 | Estats Units · Itàlia                                                  | Jessica Pegula / Taylor Fritz Martina Trevisan / Matteo Berrettini     |              |     |   | no disputat |

| United Cup 2023             |
| --------------------------- |
| Estats Units · Primer títol |

### Hopman Cup

#### Fase de grups
Grup 1
| Equip | País      | Dinamarca | Suïssa | França | V − D | Partits | Sets  | Jocs    | Pos. |
| A     | Dinamarca |           | 1−2    | 1−2    | 0 − 2 | 2 − 4   | 4 − 8 | 53 − 64 | 3    |
| B     | Suïssa    | 2−1       |        | 2−1    | 2 − 0 | 4 − 2   | 9 − 5 | 62 − 53 | 1    |
| C     | França    | 2−1       | 1−2    |        | 1 − 1 | 3 − 3   | 7 − 7 | 60 − 58 | 2    |

Grup 2
| Equip | País    | Espanya | Bèlgica | Croàcia | V − D | Partits | Sets   | Jocs    | Pos. |
| D     | Espanya |         | 1−2     | 1−2     | 0 − 2 | 2 − 4   | 6 − 10 | 53 − 62 | 3    |
| E     | Bèlgica | 2−1     |         | 1−2     | 1 − 1 | 3 − 3   | 9 − 7  | 65 − 51 | 2    |
| F     | Croàcia | 2−1     | 2−1     |         | 2 − 0 | 4 − 2   | 9 − 7  | 54 − 59 | 1    |

#### Final
| · Suïssa · 0 | Nice Lawn Tennis Club, Niça, França 23 de juliol de 2023 Terra batuda | Nice Lawn Tennis Club, Niça, França 23 de juliol de 2023 Terra batuda | · Croàcia · 2 |     |   |             |
| \| \| \| \| 1 \| 2 \| 3 \| \| \| - \| ---------------- \| ----------------------------------------------------- \| --- \| --- \| - \| ----------- \| \| 1 \| Suïssa · Croàcia \| Céline Naef Donna Vekić \| 3 6 \| 4 6 \| \| \| \| 2 \| Suïssa · Croàcia \| Leandro Riedi Borna Ćorić \| 1 6 \| 4 6 \| \| \| \| 3 \| Suïssa · Croàcia \| Leandro Riedi / Céline Naef Borna Ćorić / Donna Vekić \| \| \| \| no disputat \| |                                                                       |                                                                       |               |     |   |             |
| |                                                                       |                                                                       | 1             | 2   | 3 |             |
| 1 | Suïssa · Croàcia                                                      | Céline Naef Donna Vekić                                               | 3 6           | 4 6 |   |             |
| 2 | Suïssa · Croàcia                                                      | Leandro Riedi Borna Ćorić                                             | 1 6           | 4 6 |   |             |
| 3 | Suïssa · Croàcia                                                      | Leandro Riedi / Céline Naef Borna Ćorić / Donna Vekić                 |               |     |   | no disputat |

| Hopman Cup 2023       |
| --------------------- |
| Croàcia · Segon títol |

## ATP Tour

### ATP Finals
- Classificats individual:  Novak Đoković,  Carlos Alcaraz,  Daniïl Medvédev,  Jannik Sinner,  Andrei Rubliov,  Stéfanos Tsitsipàs,  Alexander Zverev,  Holger Rune
- Classificats dobles:  Ivan Dodig /  Austin Krajicek,  Wesley Koolhof /  Neal Skupski,  Rohan Bopanna /  Matthew Ebden,  Santiago González /  Édouard Roger-Vasselin,  Marcel Granollers /  Horacio Zeballos,  Rajeev Ram /  Joe Salisbury,  Máximo González /  Andrés Molteni,  Rinky Hijikata /  Jason Kubler

| Categoria  | Campions                 | Finalistes                         | Resultat |
| ---------- | ------------------------ | ---------------------------------- | -------- |
| Individual | Novak Đoković            | Jannik Sinner                      | 6−3, 6−3 |
| Dobles     | Rajeev Ram Joe Salisbury | Marcel Granollers Horacio Zeballos | 6−3, 6−4 |

### Next Gen ATP Finals
- Classificats individual:  Arthur Fils,  Luca Van Assche,  Dominic Stricker,  Alex Michelsen,  Flavio Cobolli,  Hamad Medjedovic,  Luca Nardi,  Abdullah Shelbayh

| Categoria  | Campions         | Finalistes  | Resultat                      |
| ---------- | ---------------- | ----------- | ----------------------------- |
| Individual | Hamad Medjedovic | Arthur Fils | 3−6(4), 4−1, 4−2, 3−4(9), 4−1 |

### ATP Tour Masters 1000
| Torneig      | Individual      | Individual         | Individual          | Dobles                              | Dobles                           | Dobles            |
| Torneig      | Campió          | Finalista          | Resultat            | Campions                            | Finalistes                       | Resultat          |
| ------------ | --------------- | ------------------ | ------------------- | ----------------------------------- | -------------------------------- | ----------------- |
| Indian Wells | Carlos Alcaraz  | Daniïl Medvédev    | 6−3, 6−2            | Rohan Bopanna Matthew Ebden         | Wesley Koolhof Neal Skupski      | 6−3, 2−6, [10−8]  |
| Miami        | Daniïl Medvédev | Jannik Sinner      | 7−5, 6−3            | Santiago González É. Roger-Vasselin | Austin Krajicek Nicolas Mahut    | 7−6(4), 7−5       |
| Montecarlo   | Andrei Rubliov  | Holger Rune        | 5−7, 6−2, 7−5       | Ivan Dodig Austin Krajicek          | Romain Arneodo T-S. Weissborn    | 6−0, 4−6, [14−12] |
| Madrid       | Carlos Alcaraz  | Jan-Lennard Struff | 6−4, 3−6, 6−3       | Karén Khatxànov · Andrei Rubliov    | Rohan Bopanna Matthew Ebden      | 6−3, 3−6, [10−3]  |
| Roma         | Daniïl Medvédev | Holger Rune        | 7−5, 7−5            | Hugo Nys Jan Zieliński              | Robin Haase B. van de Zandschulp | 7−5, 6−1          |
| Toronto      | Jannik Sinner   | Alex de Minaur     | 6−4, 6−1            | Marcelo Arévalo Jean-Julien Rojer   | Rajeev Ram Joe Salisbury         | 6−3, 6−1          |
| Cincinnati   | Novak Đoković   | Carlos Alcaraz     | 5−7, 7−6(7), 7−6(4) | Máximo González Andrés Molteni      | Jamie Murray Michael Venus       | 3−6, 6−1, [11−9]  |
| Xangai       | Hubert Hurkacz  | Andrei Rubliov     | 6−3, 3−6, 7−6(8)    | Marcel Granollers Horacio Zeballos  | Rohan Bopanna Matthew Ebden      | 5−7, 6−2, [10−7]  |
| París        | Novak Đoković   | Grigor Dimitrov    | 6−4, 6−3            | Santiago González É. Roger-Vasselin | Rohan Bopanna Matthew Ebden      | 6−2, 5−7, [10−7]  |

## WTA Tour

### WTA Finals
- Classificades individuals:  Arina Sabalenka,  Iga Świątek,  Coco Gauff,  Ielena Ribàkina,  Jessica Pegula,  Ons Jabeur,  Markéta Vondroušová,  Maria Sakkari
- Classificades dobles:  Coco Gauff /  Jessica Pegula,  Storm Hunter /  Elise Mertens,  Shuko Aoyama /  Ena Shibahara,  Barbora Krejčíková /  Kateřina Siniaková,  Desirae Krawczyk /  Demi Schuurs,  Laura Siegemund /  Vera Zvonariova,  Gabriela Dabrowski /  Erin Routliffe,  Nicole Melichar-Martinez /  Ellen Perez

| Categoria  | Campiones                         | Finalistes                           | Resultat |
| ---------- | --------------------------------- | ------------------------------------ | -------- |
| Individual | Iga Świątek                       | Jessica Pegula                       | 6−1, 6−0 |
| Dobles     | Laura Siegemund · Vera Zvonariova | Nicole Melichar-Martinez Ellen Perez | 6−4, 6−4 |

### WTA Elite Trophy
- Classificades individuals:  Barbora Krejčíková,  Madison Keys,  Jeļena Ostapenko,  Liudmila Samsonova,  Veronika Kudermétova,  Dària Kassàtkina,  Zheng Qinwen,  Beatriz Haddad Maia,  Caroline Garcia,  Donna Vekić,  Magda Linette,  Zhu Lin
- Classificades dobles:  Beatriz Haddad Maia /  Veronika Kudermétova,  Miyu Kato /  Aldila Sutjiadi,  Ulrikke Eikeri /  Liudmila Kitxenok,  Oksana Kalashnikova /  Yana Sizikova,  Xu Yifan /  Wang Xiyu,  Jiang Xinyu /  Tang Qianhui

| Categoria  | Campiones                                  | Finalistes                | Resultat        |
| ---------- | ------------------------------------------ | ------------------------- | --------------- |
| Individual | Beatriz Haddad Maia                        | Zheng Qinwen              | 7−6(11), 7−6(4) |
| Dobles     | Beatriz Haddad Maia · Veronika Kudermétova | Miyu Kato Aldila Sutjiadi | 6−3, 6−3        |

### WTA 1000
| Torneig      | Individual         | Individual         | Individual         | Dobles                                    | Dobles                               | Dobles              |
| Torneig      | Campiona           | Finalista          | Resultat           | Campiones                                 | Finalistes                           | Resultat            |
| ------------ | ------------------ | ------------------ | ------------------ | ----------------------------------------- | ------------------------------------ | ------------------- |
| Dubai        | Barbora Krejčíková | Iga Świątek        | 6−4, 6−2           | Veronika Kudermétova · Liudmila Samsonova | Chan Hao-ching Latisha Chan          | 6−4, 6−7(4), [10−1] |
| Indian Wells | Ielena Ribàkina    | Arina Sabalenka    | 7−6(11), 6−4       | Barbora Krejčíková Kateřina Siniaková     | Beatriz Haddad Maia Laura Siegemund  | 6−1, 6−7(3), [10−7] |
| Miami        | Petra Kvitová      | Ielena Ribàkina    | 7−6(14), 6−2       | Coco Gauff Jessica Pegula                 | Leylah Fernandez Taylor Townsend     | 7−6(6), 6−2         |
| Madrid       | Arina Sabalenka    | Iga Świątek        | 6−3, 3−6, 6−3      | Viktória Azàrenka · Beatriz Haddad Maia   | Coco Gauff Jessica Pegula            | 6−1, 6−4            |
| Roma         | Ielena Ribàkina    | Anhelina Kalinina  | 6−4, 1−0, retirada | Storm Hunter Elise Mertens                | Coco Gauff Jessica Pegula            | 6−4, 6−4            |
| Mont-real    | Jessica Pegula     | Liudmila Samsonova | 6−1, 6−0           | Shuko Aoyama Ena Shibahara                | Desirae Krawczyk Demi Schuurs        | 6−4, 4−6, [13−11]   |
| Cincinnati   | Coco Gauff         | Karolína Muchová   | 6−3, 6−4           | Alycia Parks Taylor Townsend              | Nicole Melichar-Martinez Ellen Perez | 6−7(1), 6−4, [10−6] |
| Guadalajara  | Maria Sakkari      | Caroline Dolehide  | 7−5, 6−3           | Storm Hunter Elise Mertens                | Gabriela Dabrowski Erin Routliffe    | 3−6, 6−2, [10−4]    |
| Pequín       | Iga Świątek        | Liudmila Samsonova | 6−2, 6−2           | Marie Bouzková Sara Sorribes Tormo        | Chan Hao-ching Giuliana Olmos        | 3−6, 6−0, [10−4]    |